# Lago Epuyén
Lago Epuyén är en sjö i Argentina.   Den ligger i provinsen Chubut, i den sydvästra delen av landet, 1 400 km sydväst om huvudstaden Buenos Aires. Lago Epuyén ligger 317 meter över havet. Arean är 17,2 kvadratkilometer. Den sträcker sig 8,1 kilometer i nord-sydlig riktning, och 9,8 kilometer i öst-västlig riktning.
Trakten runt Lago Epuyén består i huvudsak av gräsmarker. Trakten runt Lago Epuyén är nära nog obefolkad, med mindre än två invånare per kvadratkilometer.